# Jaych al-Ahrar
Jaych al-Ahrar (arabe : جيش الأحرار, « L'Armée des hommes libres ») est un groupe rebelle de la guerre civile syrienne, fondé en 2016.

## Histoire
Jaych al-Ahrar naît le 10 décembre 2016 d'une scission d'Ahrar al-Cham : il est formé par seize factions locales, menées par Abou Jaber et soutenues par Abou Saleh Tahhan et Abou Mohammed al-Sadeq, hostiles à la politique pro-turque d'Ahrar al-Cham et favorables à un rapprochement avec le Front Fatah al-Cham,,. En janvier 2017, le Front Fatah al-Cham et plusieurs groupes fusionnent pour former un nouveau mouvement : Hayat Tahrir al-Cham ; Jaych al-Ahrar rejoint ce mouvement et Abou Jaber en devient le chef. Cependant Jaych al-Ahrar se retire de cette alliance le 13 septembre 2017 et redevient indépendant. Le 1er août 2018, Jaych al-Ahrar rallie une autre coalition : le Front national de libération,.